# Befestigung Pass Lueg

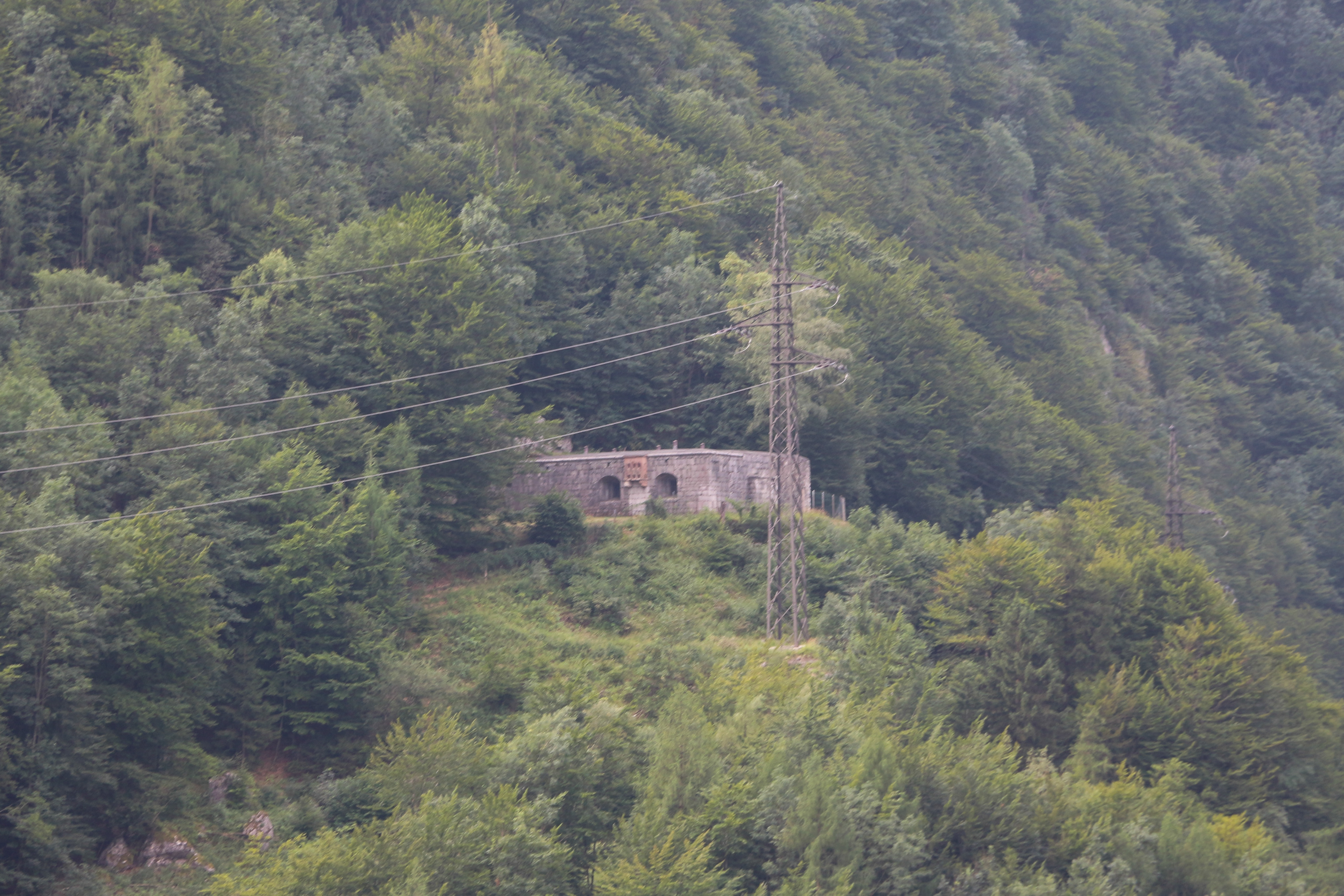
Befestigung Pass Lueg

Die Befestigung Pass Lueg liegt im österreichischen Bundesland Salzburg, in dem Talpass der Salzach, der in den Pongau führt, dem Pass Lueg.
Sie befindet sich oberhalb der engsten Stelle des bergseitigen Straßentunnels der Salzachtal Straße an der orographisch rechten Seite der Salzach im Gemeindegebiet von Golling.

## Geschichte

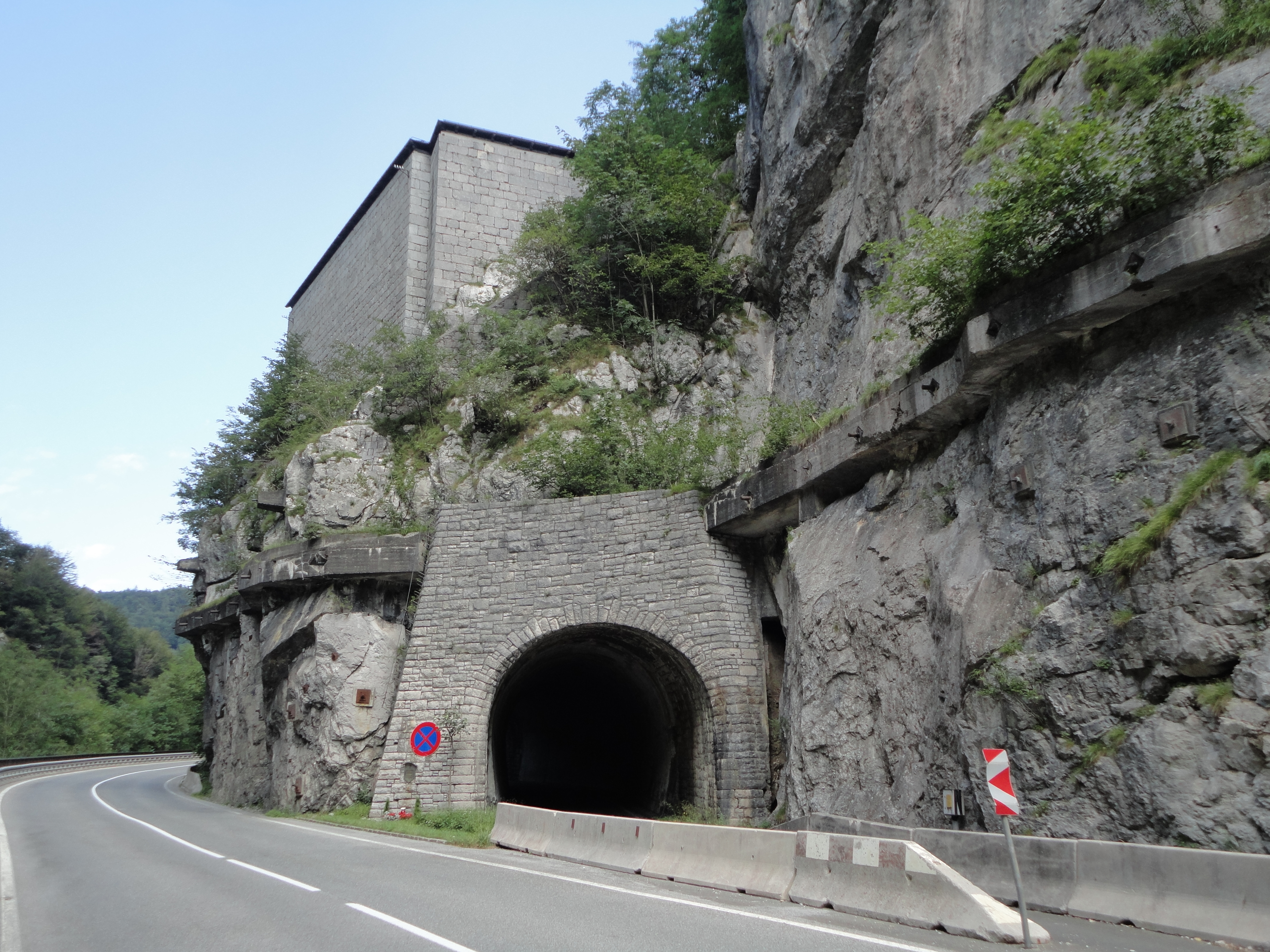
Befestigung und Tunnel an der heutigen Bundesstraße

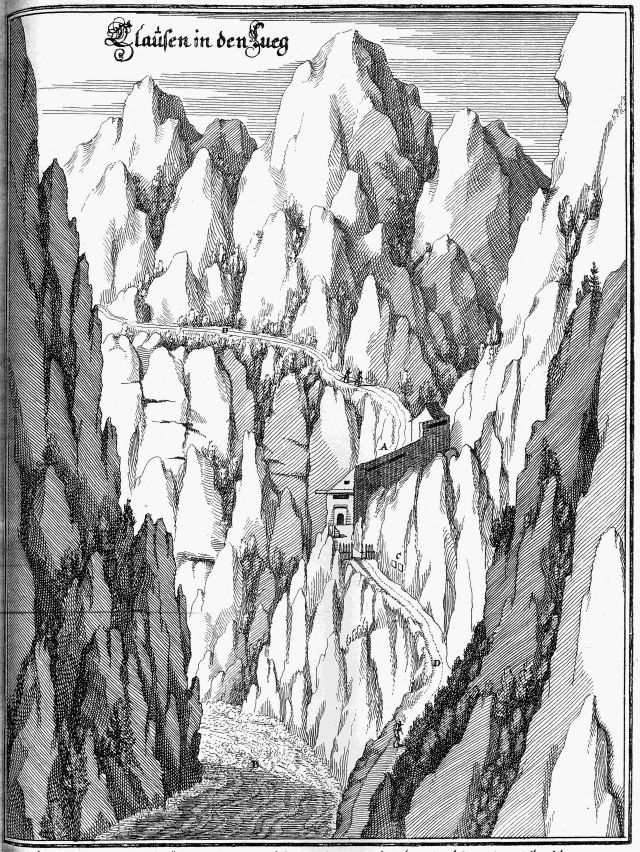
Clausen in den Lueg, Darstellung nach Matthaeus Merian von 1656

Die erste Erwähnung einer Sperranlage geht in das 12. Jahrhundert zurück. Diese engste Stelle des „Handelswegs inner Gebirg“ ist urkundlich 1160 als eine Mautstelle (aped clusam iuxta Weruen ‚bei der Klause nahe Werfen‘) erwähnt. Mit den Einnahmen wurden die Brückenbauten entlang der Salzachschlucht finanziert. Ende des 12. Jahrhunderts wurde die Mautstelle zu Füßen der Festung Hohenwerfen verlegt. Die Wehrbauten werden im 13. Jahrhundert erwähnt (1258, 1291: luoch), damals wurde der Lueg im Krieg zwischen den Elekt Philipp und Bischof Ulrich stark besetzt. 1263 übertrug das Domkapitel dem Gebhard von Belben die Bewachung des Passes. Weitere Baumaßnahmen wurden unter Erzbischof Johann Jakob Khuen von Belasi zwischen 1560 und 1575 durchgeführt. Eine Marmortafel im Museum Golling erinnert heute noch daran. Unter Erzbischof Paris Lodron kam es in der Zeit des Dreißigjährigen Krieges zu weiteren Verstärkungen der Anlage, dabei wurde der Torbau verstärkt, die Stiegenanlagen mit den Flügelmauern zum Unteren Blockhaus mit den Depot- und Lagerräumen errichtet. Richtung Pass Lueg wurde ein Eckwehrtürmchen aufgesetzt, wie es typisch für die Anlagen des Hofbaumeisters Santino Solari war. Nach wiederholten Beschädigungen durch Naturereignisse wurde 1701 eine neue Brücke fertiggestellt, von der ein Teil fest, der andere als Zugbrücke ausgelegt war. Von da ab konnte ein einspänniger Wagen passieren und die Waren mussten nicht mehr auf Saumpferde umgeladen werden; von 1740 an konnten auch zweispännige Wagen die Brücke benutzen. 1751 wird das Blockhaus oberhalb der Anlage abgebrochen, da der Bau nur mehr als „Unterstand für Herumtreiber“ diente.
Die Wirren der Napoleonischen Kriege brachten Verbesserungen und Erweiterungen von Brücke und Toranlage. 1797 wurde die Anlage durch auswärtige Besatzungen, nämlich durch das kaiserlich-österreichische Militär, verwüstet. 1800, 1805 und 1809 fanden hier heftige Kämpfe zwischen den Salzburger Schützen unter dem Kommando von Josef Struber gegen die baierisch-französischen Eindringlinge statt, allerdings vergeblich. Im Frieden von Schönbrunn von 1809 musste ein Teil der Festung gesprengt werden. Nach der Vereinnahmung des Landes Salzburg in die Habsburger Monarchie wird die Anlage 1832 im Anschluss an einen Besuch von Kaiser Franz I. zwischen 1834 und 1836 durchgreifend erneuert. 1901 übergab das Militär die Passanlage dem k.u.k. Forstärar.

## Passbefestigung Pass Lueg heute

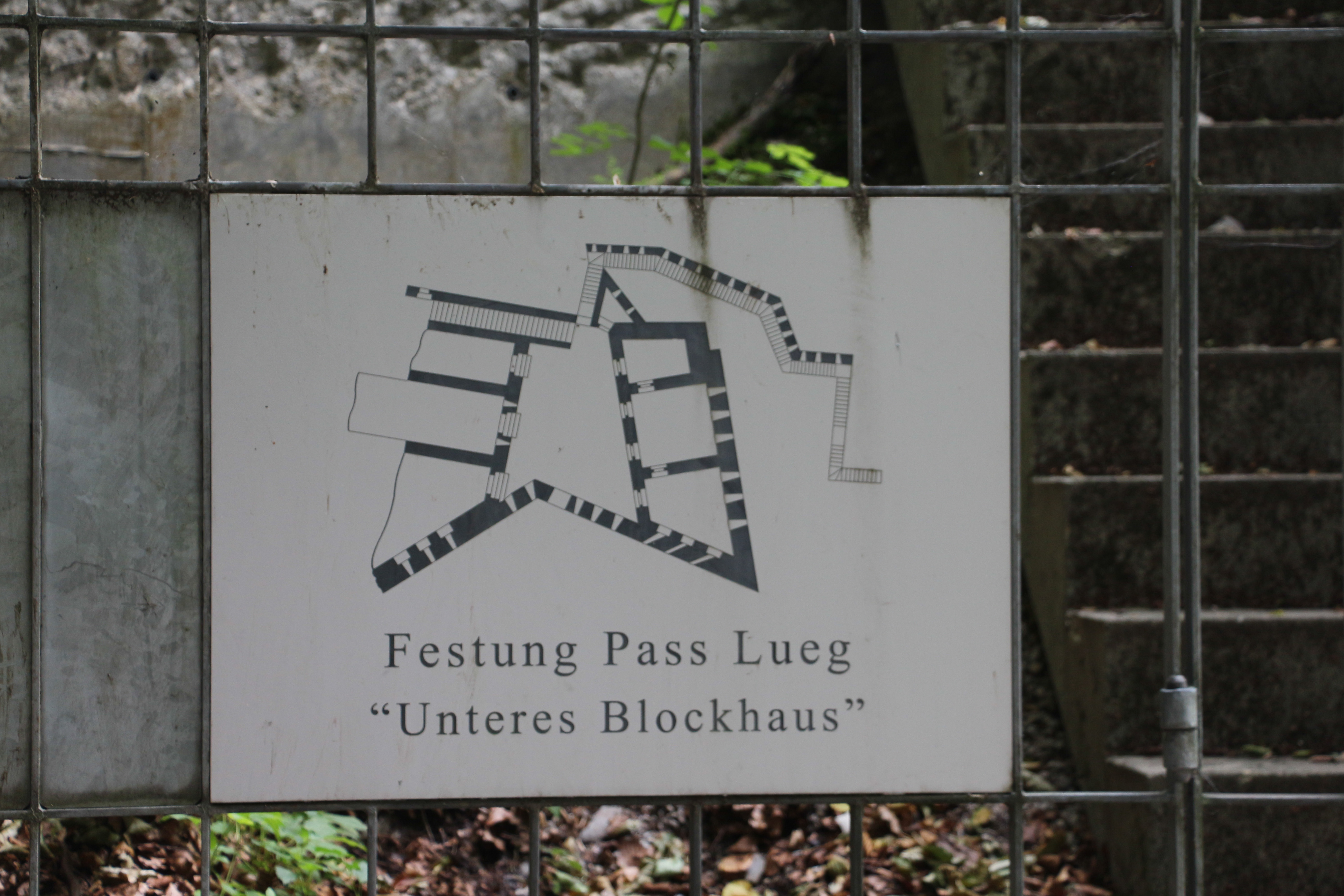
Plan des Unteren Blockhauses der Befestigung Pass Lueg

Bedingt durch den neuen Straßenbau wurden Teile der Anlage stückweise abgebrochen. Seit 1939 sind die beiden Torbauten auf Straßenniveau und die dazugehörige Brücke verschwunden. Bis 1945 sollen aber noch die beiden Blockhäuser (mit Walmdächern) bestanden haben. Durch den Straßenbau von 1960 und der Anlage eines Tunnels durch den Felskopf, auf dem das untere Blockhaus (bzw. die untere Festung) steht, ist diese nur mehr mit alpinistischen Mitteln zugänglich. Diese trapezförmige Anlage besteht aus einem talseitigen Blockhaus, einem schmalen Hof und einem Magazingebäude. Die Nordfront besitzt übereinandersitzende Schießscharten. Das obere Blockhaus ist rechteckig auf einer kleinen Terrasse angelegt. Es bestand aus einem Mannschaftsraum und gewölbten Geschützkasematten. Gegen Norden ist ein flacher Schießerker auf erhöhten Konsolen angesetzt. Diese Anlage sicherte zu Zeiten des Kalten Krieges den strategisch wichtigen Pass als Teil des österreichischen Raumverteidigungskonzeptes. Das untere Blockhaus wurde 1997 saniert.